# Prayols
Prayols település Franciaországban, Ariège megyében. Lakosainak száma 366 fő (2022. január 1.). Prayols Ferrières-sur-Ariège, Ganac, Montgaillard, Montoulieu és Saint-Paul-de-Jarrat községekkel határos.

## Népesség
A település népességének változása:
| Lakosok száma | 150  | 186  | 205  | 347  | 383  | 383  | 371  | 368  | 368  | 366  |
|               | 1968 | 1982 | 1990 | 2006 | 2013 | 2015 | 2017 | 2019 | 2020 | 2022 |